# Vicopisano
Vicopisano és un municipi situat al territori de la província de Pisa, a la regió de la Toscana, (Itàlia).
Vicopisano limita amb els municipis de Bientina, Buti, Calci, Calcinaia, Cascina i San Giuliano Terme.

## Galeria

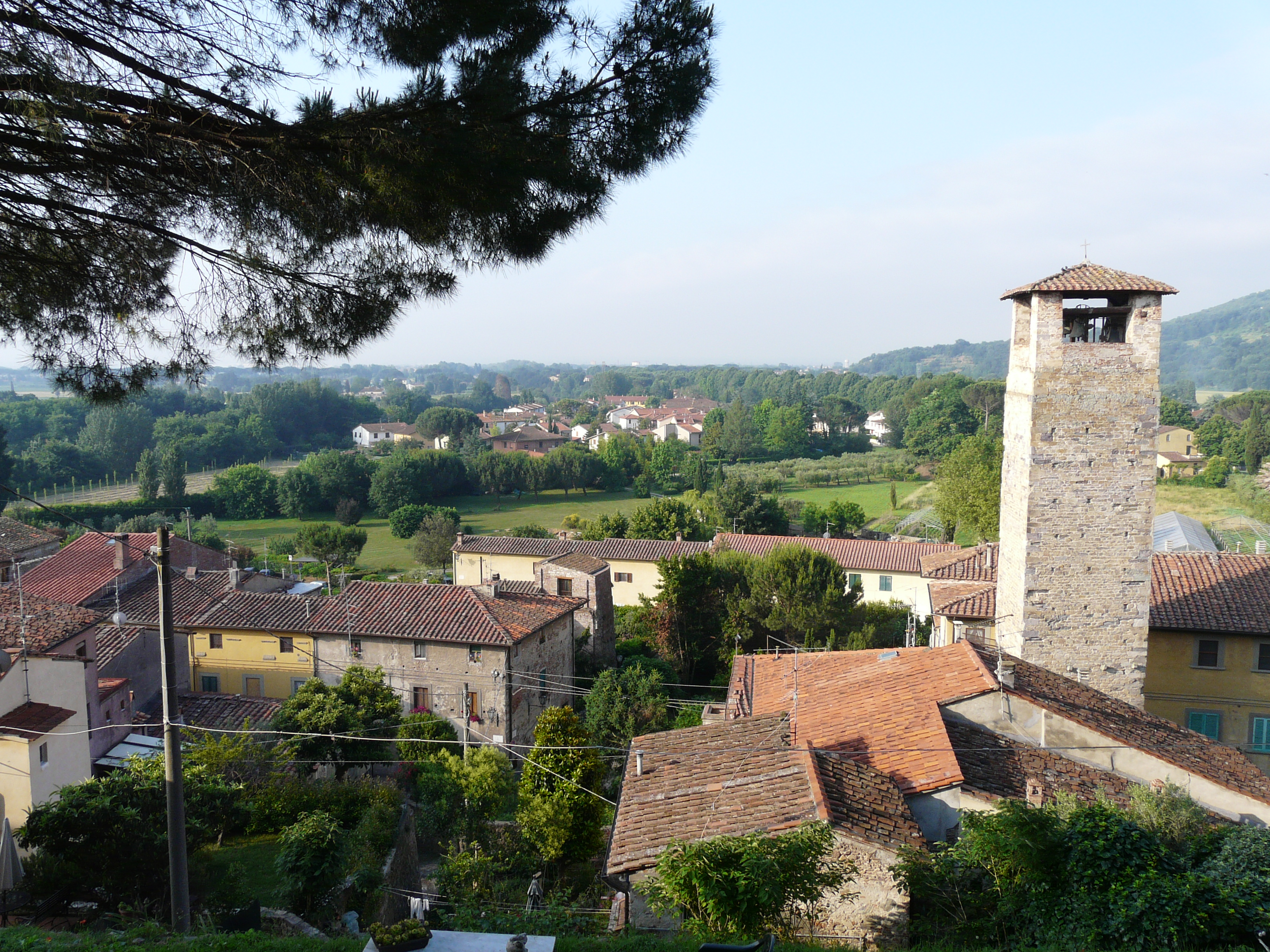
Vista de Vicopisano
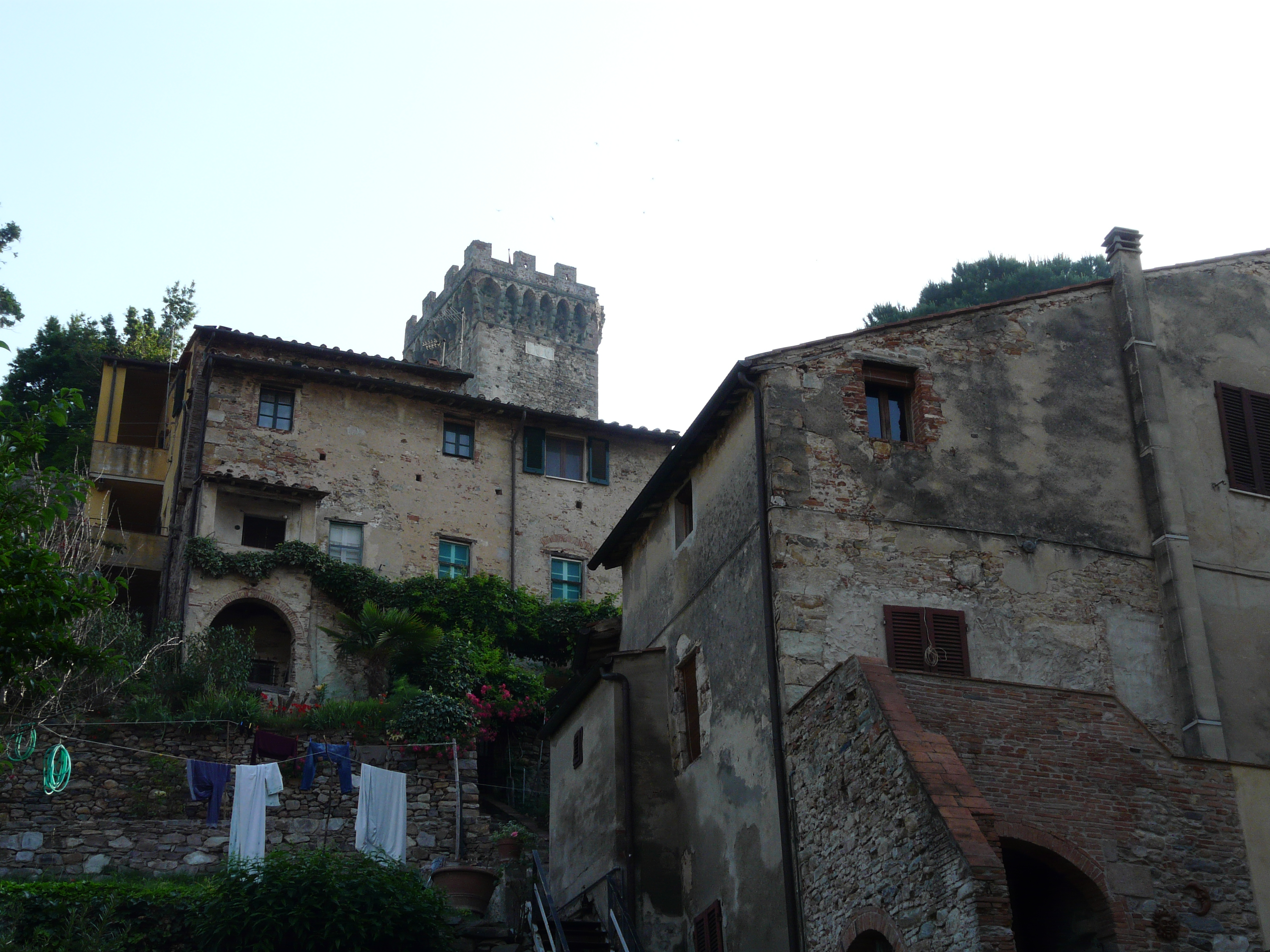
Vista de Vicopisano
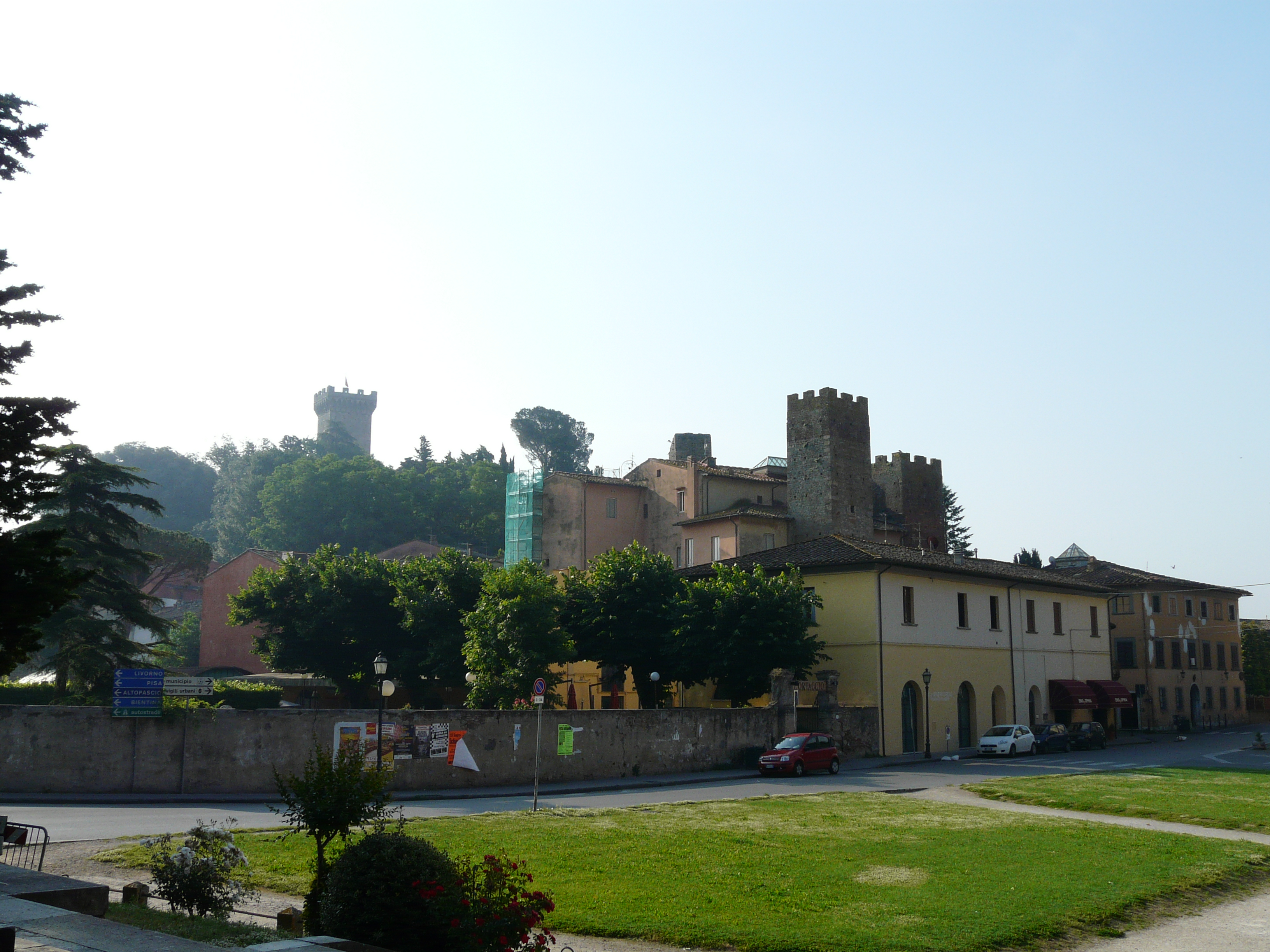
Vista de Vicopisano
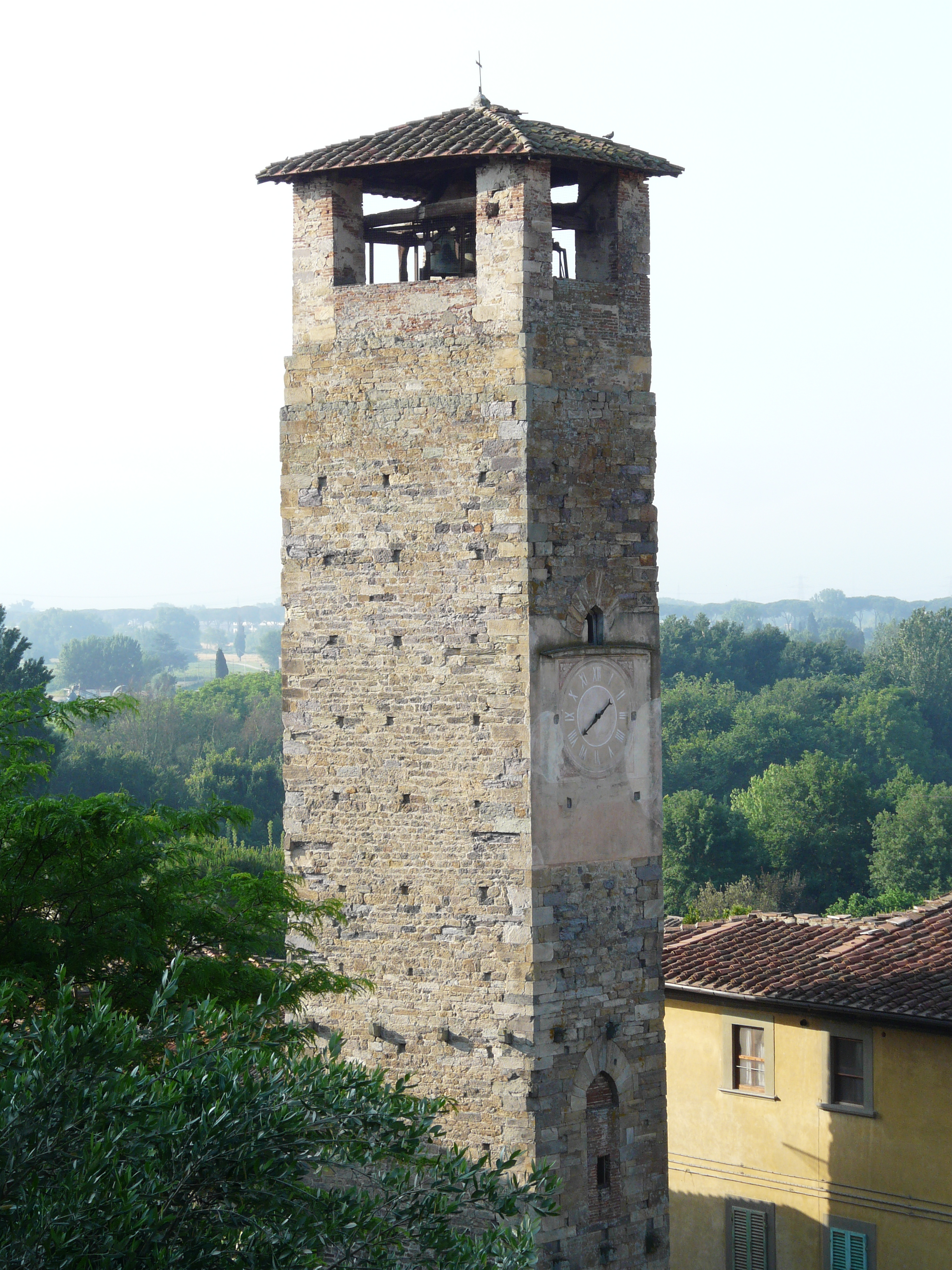
Torre del rellotge
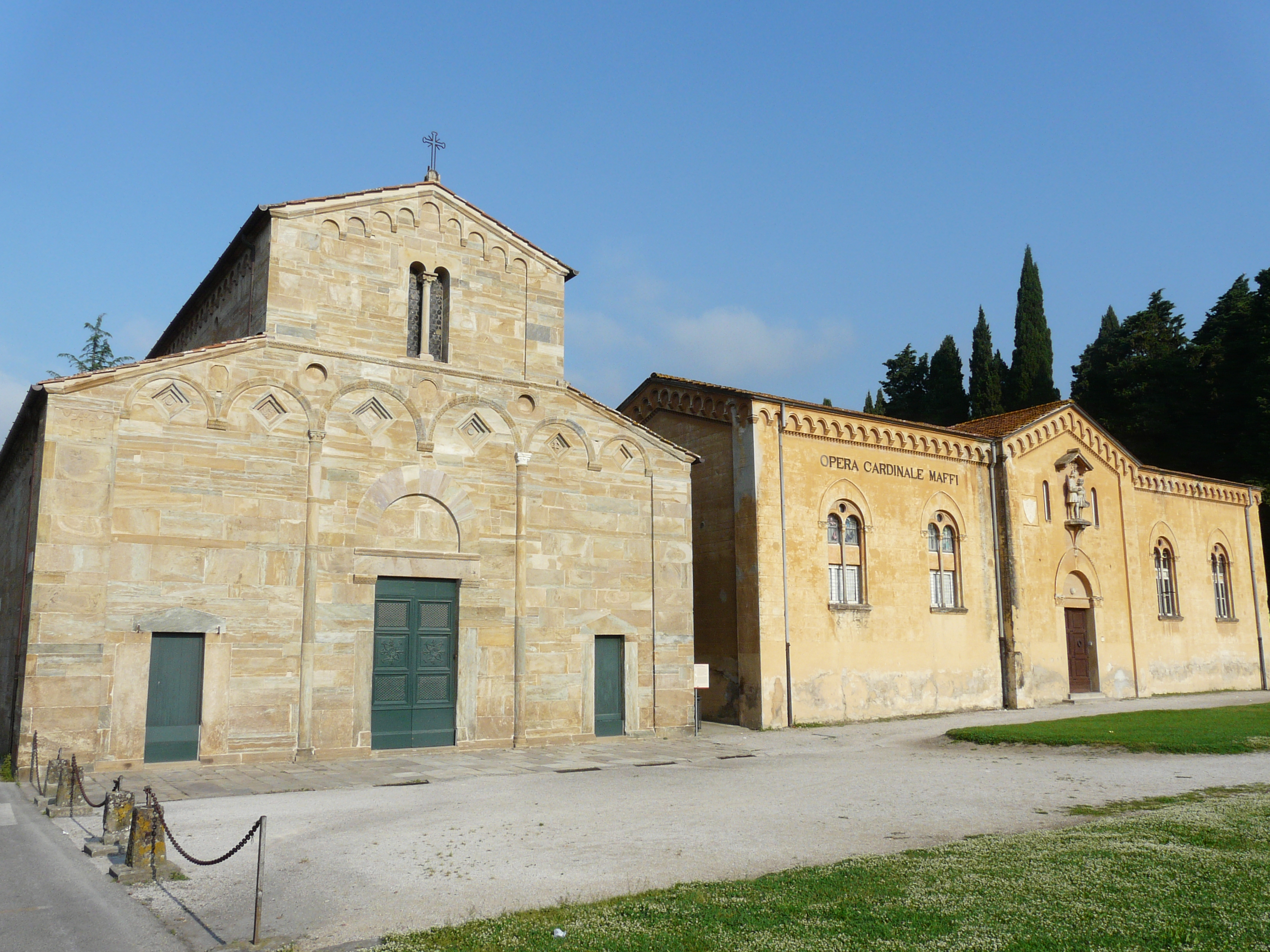
Església de Sta. Maria
Localització del municipi a la prov. de Pisa